# Maria-Hemelvaartskerk (Neunkirchen)
De Stadsparochiekerk Maria-Hemelvaart (Duits: Stadtpfarrkirche Mariä Himmelfahrt) is een rooms-katholieke kerk in het centrum van Neunkirchen in Neder-Oostenrijk. De kerk is bouwkundig verbonden met het vroegbarokke minorietenklooster.

## Omschrijving
De kerk is in de kern een romaans respectievelijk laatromaans gebouw. Van de twee torens bleef slechts de zuidelijke toren bewaard. Later vonden er laatgotische en barokke verbouwingen plaats.
In verband met de grenslocatie vormde het gebouw vroeger onderdeel van een weerkerkensysteem. Het kerkgebouw had herhaaldelijk te lijden onder zware verwoestingen door invallen van Hongaren en Turken.   
In 1631 stichtte Hans Balthasar von Hoyos een klooster voor 12 Duitse minorieten. Het kloostergebouw kwam pas in 1763 gereed. 
Het gelui bestaat uit vier klokken van de gieterij Pfundner uit 1951. In de lantaarn van de toren hangt bovendien nog een kleine klok uit het jaar 1907.
In de jaren 1967-1969 werd de kerk grondig gerestaureerd.

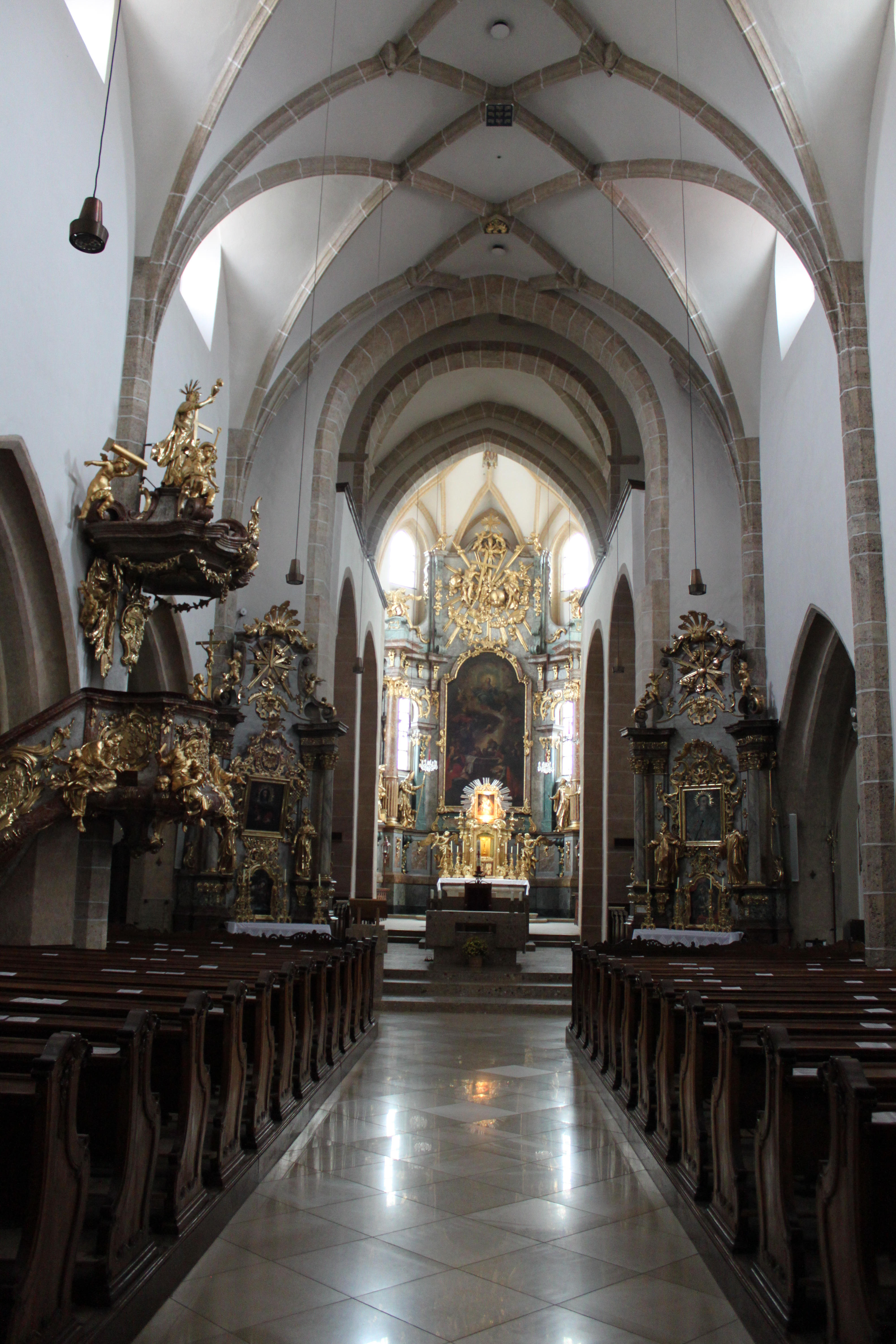
Interieur
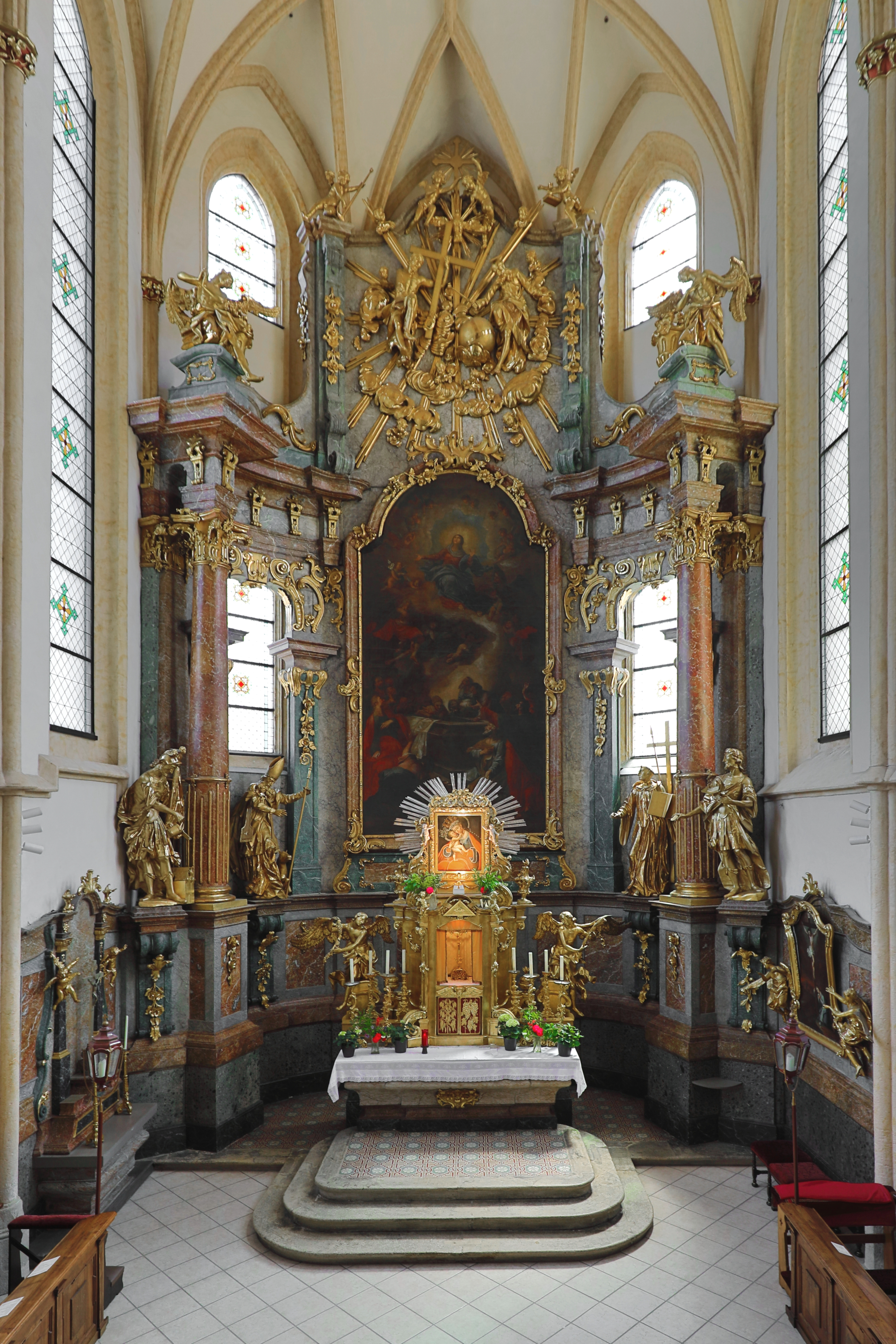
Hoogaltaar
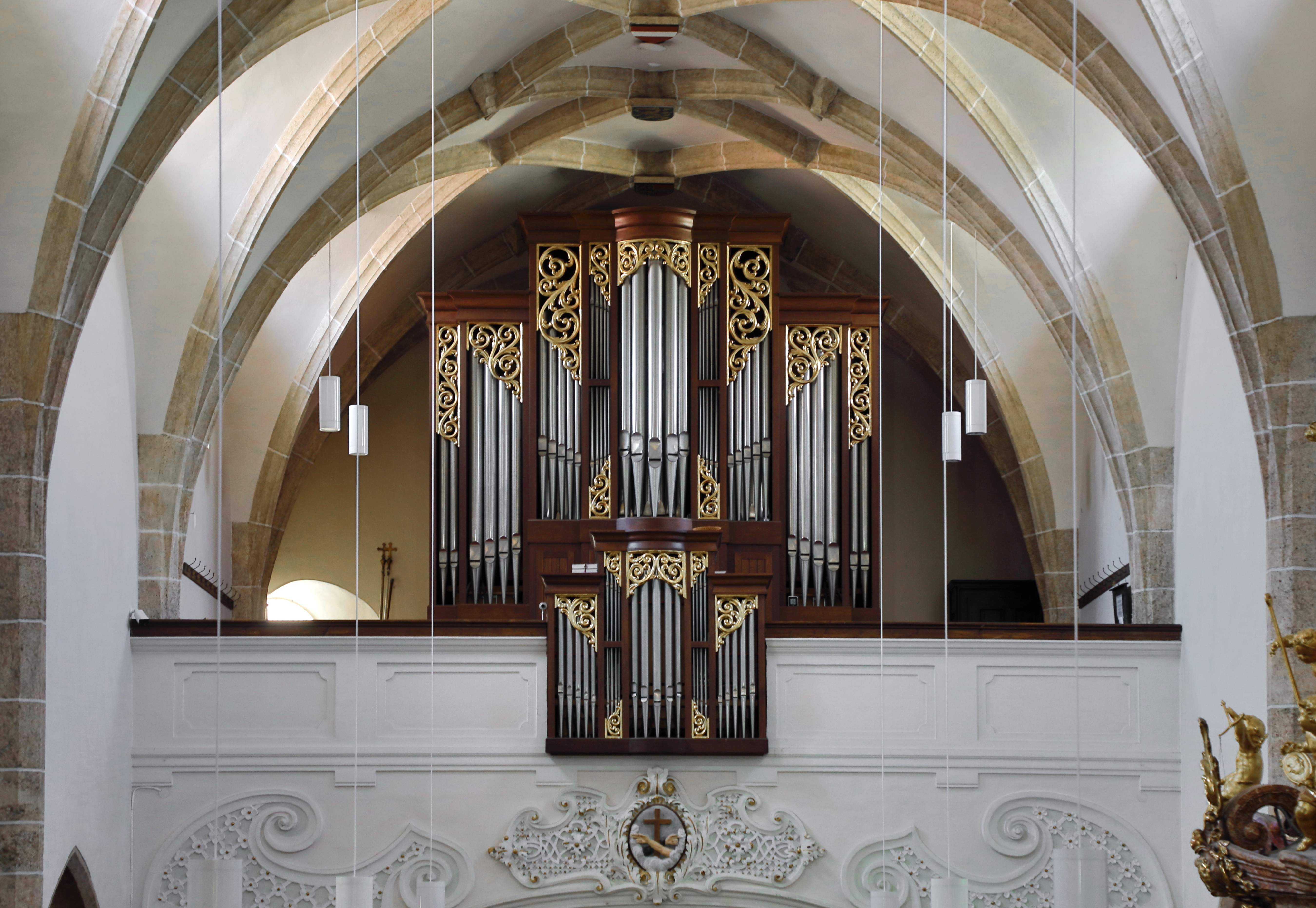
Orgaan